# 马吉瓦尔语
马吉瓦尔语是一种记录稀少的蒙达语族语言，曾被认为是阿苏尔语方言，分布在恰蒂斯加尔邦北部和北方邦宋巴德拉县。
今日所有马吉瓦尔人都自认母语如恰蒂斯加尔语苏尔古贾方言和萨德里语那样是印度-伊朗语。